# Agus Salim

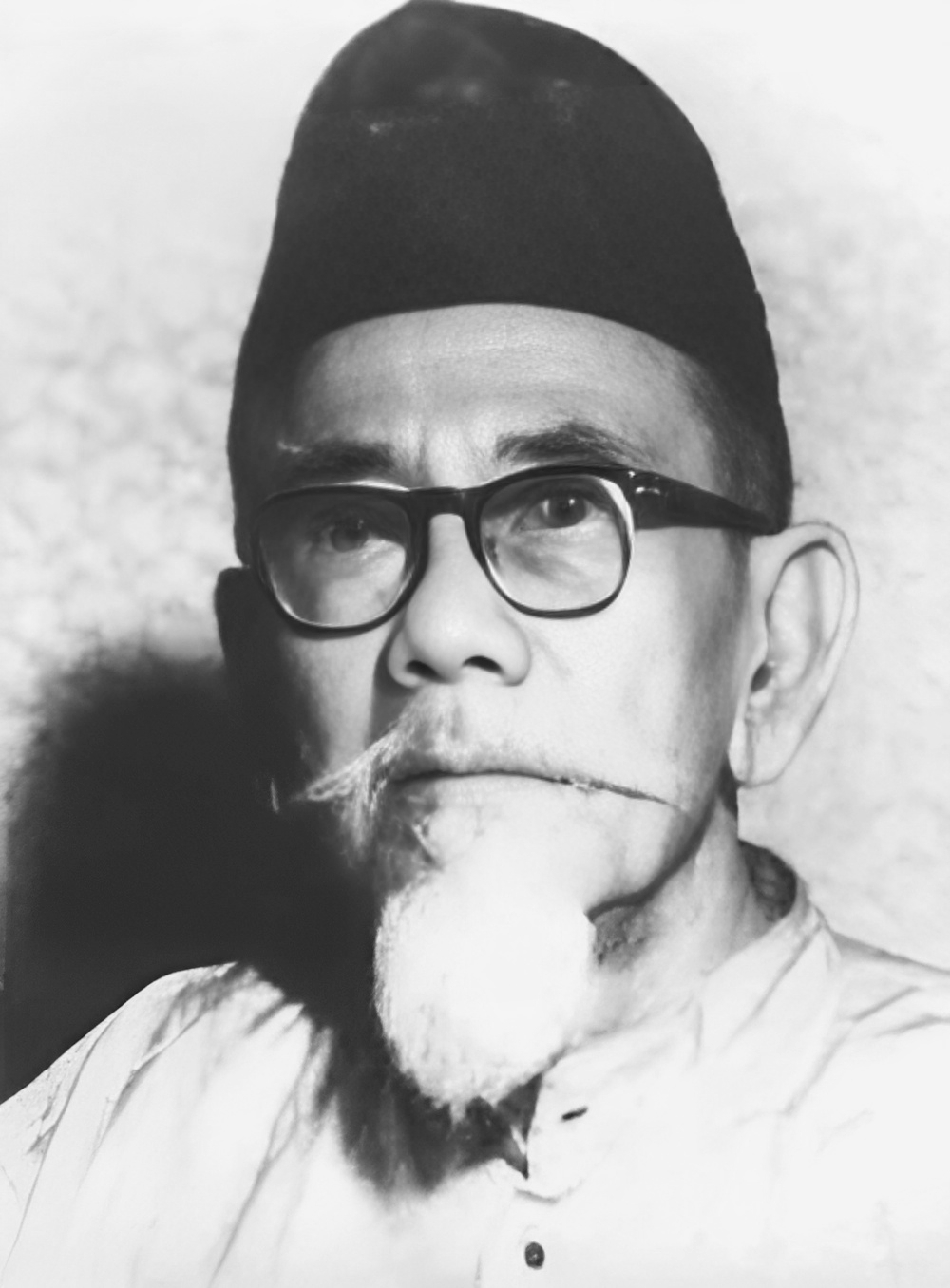
Agus Salim

Agus Salim (* 8. Oktober 1884 in Koto Gadang, Bukittinggi; † 4. November 1954 in Jakarta) war ein indonesischer Politiker. Er war einer der Gründerväter der Republik Indonesien. 1945 war Haji Agus Salim an der Ausarbeitung der indonesischen Verfassung beteiligt und diente zwischen 1947 und 1949 als Außenminister Indonesiens.